# أذينة سورية
الأذينة السورية أو العيزارة السورية (باللاتينية: Phlomis syriaca) نوع نباتي يتبع جنس الأذينة من الفصيلة الشفوية.

## الموئل والانتشار
موطن هذا النوع بلاد الشام وتركيا.

## مرادفات للاسم العلمي
- (باللاتينية: Phlomis damascena (Bornm.) Rech. f.)
- (باللاتينية: Phlomis syriaca f. damascena Bornm.)